# وبلونگسنس
وبلونگسنس (به لاتین: Veblungsnes) یک منطقهٔ مسکونی در نروژ است که در Romsdal واقع شده‌است.

## خصوصیات
وبلونگسنس ۳۰ متر بالاتر از سطح دریا واقع شده‌است.